# Sympotomus
Sympotomus is een geslacht van vliesvleugeligen uit de familie Pteromalidae. De wetenschappelijke naam van dit geslacht is voor het eerst geldig gepubliceerd in 1923 door Brèthes.

## Soorten
Het geslacht Sympotomus is monotypisch en omvat slechts de volgende soort:
- Sympotomus porteri Brèthes, 1923